# Theta vayssierei
Theta vayssierei é uma espécie de gastrópode do gênero Theta, pertencente a família Raphitomidae.